# Бирюков, Юрий Евгеньевич (музыковед)
Юрий Евгеньевич Бирюков (8 февраля 1935 — 14 апреля 2021) — советский и российский музыковед

, композитор и поэт, член Союзов писателей и композиторов России, полковник в отставке.

## Биография
Родился 8 февраля 1935 года в станице Семикаракорской (ныне город Семикаракорск) Ростовской области в семье Евгения Федотова и Марьи Павловны Федотовой.
В 1943 году поступил в Новочеркасское суворовское военное училище, по окончании которого в 1953 году, продолжил военную учёбу в Киевском общевойсковом командном училище. С 1956 года служил на различных должностях в Советской армии.
В 1964 году Юрий Бирюков поступил на педагогический факультет Военно-политической академии имени В. И. Ленина. Окончив её, был оставлен преподавателем кафедры партийно-политической работы, затем — кафедры философии. Когда в академии была создана кафедры культуры и искусства — стал преподавателем этой кафедры, где проработал до 1985 года.
Начиная с суворовского училища, сочинял стихи, первые из них были опубликованы в 1949 году. Также писал музыку на тексты песен известных советских поэтов — Алексея Суркова, Льва Ошанина, Сергея Смирнова, Алексея Фатьянова, Николая Доризо, Владимира Лазарева и других. Среди исполнителей его песен были — Георгий Абрамов, Владимир Нечаев, Иосиф Кобзон, Евгений Поликанин, Заур Тутов, Татьяна Суворова, Анна Литвиненко.

### Личная жизнь
Был дважды женат, потерял обеих жён и сына. Некоторое время проживал в Рыбинске. Последние годы ютился в десятиметровой комнате в Благовещенском переулке в Москве.

## Заслуги
- Ю. Е. Бирюков — лауреат Всероссийских литературных премий «Сталинград», имени А. Фатьянова «Соловьи».
- Награждён медалью «Генерал-майор Александр Александров» и золотой медали Константина Симонова.
- Обладатель премии «Сокровищница России» и премии Эдуарда Володина.